# Katunci
Katunci (bułg. Катунци) – wieś w Bułgarii, w obwodzie Błagojewgrad, w gminie Sandanski. Według Ujednoliconego Systemu Ewidencji Ludności oraz Usług Administracyjnych dla Ludności, miejscowość zamieszkuje 1251 mieszkańców.